# Once Upon a Tour
Once Upon a Tour fue la tercera gira mundial de Nightwish de su álbum Once lanzado el 7 de junio de 2004.
La gira arrancó el 22 de mayo de 2004 en el Ice-Hall de Finlandia y finalizó el 21 de octubre de 2005 en Hartwall Arena con un DVD llamado End of an Era  poniendo fin a la era de Tarja Turunen, el DVD trae un documental titulado A day Before Tomorrow en el cual se pueden ver escenas detrás de cámaras, entrevistas y sesiones fotográficas de la banda antes del último concierto del tour.
El éxito del álbum les permitió llevar a cabo presentaciones en muchos países donde la banda no se había presentado antes, fueron a Colombia, México, Ecuador, Escocia, Estonia, Grecia, Rumania, Dinamarca, Japón, Australia, Portugal y Eslovenia. 
La banda también tocó su primera gira en los Estados Unidos, con varios de sus conciertos agotados; en la parte de América del Sur también tuvieron todos los conciertos agotados. Una segunda gira por EE. UU. fue planeada, pero fue cancelada por Tarja Turunen, quien también canceló algunos conciertos en Australia. Nightwish tocó en la ceremonia inaugural del Campeonato Mundial de Atletismo de 2005, celebrada en Helsinki con 11,5000 personas en el concierto.
En mayo de 2007 Holopainen da a conocer a su vocalista sustituta Anette Olzon cantante de Alyson Avenue.

## Créditos
- Tarja Turunen  - voz femenina
- Tuomas Holopainen  - teclados
- Emppu Vuorinen  - Guitarra
- Jukka Nevalainen  - batería
- Marco Hietala  - bajo y voz masculina

Miembros invitados:
- John Two-Hawks  - voz masculina y flauta

## Lista de canciones

### Total
Angels Fall First
- "Elvenpath"

Oceanborn
- "Stargazers"
- "Walking in the Air"
- "Sleeping Sun

Wishmaster
- "She is My Sin"
- "The Kinslayer"
- "Come Cover Me"
- "Wishmaster"
- "Deep Silent Complete"
- "Dead Boy's Poem"

Over the Hills and Far Away
- "Over the Hills and Far Away"

Century Child
- "Bless the Child"
- "End of All Hope"
- "Dead to the World"
- "Ever Dream"
- "Slaying the Dreamer"
- "The Phantom of the Opera"

Once
- "Dark Chest of Wonders"
- "Wish I Had an Angel"
- "Nemo"
- "Planet Hell"
- "Creek Mary's Blood"
- "The Siren"
- "Ghost Love Score"
- "Kuolema tekee taiteilijan"
- "Higher Than Hope

### Setlist
Un setlist típico en 2004 consistiría de:
- "Hold the Ice/Budget Meeting" (2004 intro)
- "Dark Chest of Wonders"
- "Planet Hell"
- "Deep Silent Complete"
- "She Is My Sin"
- "The Phantom of the Opera" (Andrew Lloyd Webber cover)
- "Ever Dream"
- "Symphony of Destruction" (Megadeth cover)
- "Sleeping Sun"
- "Bless the Child"
- "Wishmaster"  (outro de The Trooper)
- "Nemo"
- "Slaying the Dreamer"
- "Over the Hills and Far Away"
- "Dead Boy's Poem"
- "Ghost Love Score"
- "Wish I Had an Angel"
- "All of Them" (outro)

Un setlist típico en 2005 consistiría de:
- "Red Warrior" (2005 intro)
- "Dark Chest of Wonders"
- "Ever Dream"
- "Planet Hell"
- "The Kinslayer"
- "The Siren"
- "The Phantom of the Opera" (Andrew Lloyd Webber cover)
- "High Hopes" (Pink Floyd cover)
- "Wishmaster"  (outro de The Trooper)
- "Bless the Child"
- "Slaying the Dreamer"
- "Kuolema tekee taiteilijan"
- "Nemo"
- "Sleeping Sun
- "Ghost Love Score"
- "Wish I Had an Angel"
- "All of Them" (outro)

Otras canciones interpretadas:
- "Stone People" ("Creek Mary's Blood" intro)
- "Creek Mary's Blood" (2005 únicamente)
- "Higher Than Hope"
- "End of All Hope" (2004 únicamente)
- "Dead to the World" (2004 únicamente)
- "Come Cover Me"
- "Walking in the Air"
- "Stargazers" (2004 únicamente)
- "Elvenpath"  (2004 únicamente)

## Fechas

### 2004
| Fecha                    | Ciudad           | País           | Teatro                                |
| ------------------------ | ---------------- | -------------- | ------------------------------------- |
| Ensayo                   |                  |                |                                       |
| 22 de mayo de 2004       | Kitee            | Finlandia      | Ice-Hall                              |
| 29 de mayo de 2004       | Tallin           | Estonia        | Von Krahl Theatre                     |
| 30 de mayo de 2004       | Tallin           | Estonia        | Von Krahl Theatre                     |
| Festivales de verano     |                  |                |                                       |
| 6 de junio de 2004       | Nimega           | Países Bajos   | Dynamo Open Air                       |
| 11 de junio de 2004      | Tampere          | Finlandia      | Sauna Open Air                        |
| 12 de junio de 2004      | Sölvesborg       | Suecia         | Sweden Rock Festival                  |
| 19 de junio de 2004      | Glauchau         | Alemania       | Woodstage Open Air                    |
| 20 de junio de 2004      | Atenas           | Grecia         | Rockwave Festival                     |
| 10 de julio de 2004      | Turku            | Finlandia      | Ruisrock                              |
| 11 de julio de 2004      | Pamplona         | España         | Carpa Rojilla Festival                |
| 13 de julio de 2004      | Bradford         | Reino Unido    | Bradford Rio                          |
| 14 de julio de 2004      | Nottingham       | Reino Unido    | Rock City Cluc                        |
| 16 de julio de 2004      | Londres          | Reino Unido    | Astoria                               |
| 17 de julio de 2004      | Helsinki         | Finlandia      | Tuska Open Air Metal Festival         |
| 21 de julio de 2004      | Oslo             | Noruega        | Rockefeller Music Hall                |
| América del Norte        |                  |                |                                       |
| 20 de agosto de 2004     | Worcester        | Estados Unidos | Palladium                             |
| 22 de agosto de 2004     | Nueva York       | Estados Unidos | B. B. King's Blues Club               |
| 23 de agosto de 2004     | Cleveland        | Estados Unidos | Phantasy Theatre                      |
| 24 de agosto de 2004     | Cleveland        | Estados Unidos | Phantasy Theatre                      |
| 25 de agosto de 2004     | Chicago          | Estados Unidos | House of Blues                        |
| 26 de agosto de 2004     | Minneapolis      | Estados Unidos | Quest Club                            |
| 28 de agosto de 2004     | Denver           | Estados Unidos | Cervantes Club                        |
| 30 de agosto de 2004     | Scottsdale       | Estados Unidos | Cajun House                           |
| 31 de agosto de 2004     | Anaheim          | Estados Unidos | House of Blues                        |
| 1 de septiembre de 2004  | Los Ángeles      | Estados Unidos | House of Blues                        |
| 3 de septiembre de 2004  | San Francisco    | Estados Unidos | Slim's                                |
| 5 de septiembre de 2004  | Seattle          | Estados Unidos | Graceland Club                        |
| Escandinava              |                  |                |                                       |
| 17 de septiembre de 2004 | Tampere          | Finlandia      | Pakkahuone Theatre                    |
| 18 de septiembre de 2004 | Turku            | Finlandia      | Karibia Club                          |
| 21 de septiembre de 2004 | Helsinki         | Finlandia      | Nosturi Club                          |
| 22 de septiembre de 2004 | Helsinki         | Finlandia      | Nosturi Club                          |
| 24 de septiembre de 2004 | Oslo             | Noruega        | Rockefeller Music Hall                |
| 25 de septiembre de 2004 | Jyväskylä        | Finlandia      | Paviljonki Areena                     |
| 29 de septiembre de 2004 | Estocolmo        | Suecia         | Stora Arenan                          |
| 1 de octubre de 2004     | Gotemburgo       | Suecia         | Lisebergshallen                       |
| 2 de octubre de 2004     | Malmö            | Suecia         | Baltiska Hallen                       |
| Europa                   |                  |                |                                       |
| 13 de octubre de 2004    | Hamburgo         | Alemania       | Color Line Arena                      |
| 15 de octubre de 2004    | Leipzig          | Alemania       | Arena Leipzig                         |
| 16 de octubre de 2004    | Erfurt           | Alemania       | Thüringenhalle                        |
| 19 de octubre de 2004    | Colonia          | Alemania       | Palladium                             |
| 20 de octubre de 2004    | Berlín           | Alemania       | Arena                                 |
| 22 de octubre de 2004    | Núremberg        | Alemania       | Arena                                 |
| 23 de octubre de 2004    | Múnich           | Alemania       | Le Zénith                             |
| 25 de octubre de 2004    | Viena            | Austria        | Gasometer                             |
| 26 de octubre de 2004    | Budapest         | Hungría        | Petöfi Hall                           |
| 28 de octubre de 2004    | Milán            | Italia         | PalaSharp                             |
| 30 de octubre de 2004    | Zúrich           | Suiza          | St. Jacob Arena                       |
| 1 de noviembre de 2004   | Lyon             | Francia        | Transbordeur Hall                     |
| 4 de noviembre de 2004   | Madrid           | España         | Aqualung Club                         |
| 5 de noviembre de 2004   | Barcelona        | España         | Razamatazz 1                          |
| 7 de noviembre de 2004   | Bruselas         | Bélgica        | Ancienne Belgique                     |
| 8 de noviembre de 2004   | Ámsterdam        | Países Bajos   | Paradiso Club                         |
| 19 de noviembre de 2004  | Bucarest         | Rumania        | Palace Hall                           |
| 21 de noviembre de 2004  | París            | Francia        | Le Zénith                             |
| América Latina           |                  |                |                                       |
| 27 de noviembre de 2004  | Buenos Aires     | Argentina      | Obras Sanitarias Arena                |
| 28 de noviembre de 2004  | Campinas         | Brasil         | Usina Royal                           |
| 30 de noviembre de 2004  | Río de Janeiro   | Brasil         | Canecão                               |
| 2 de diciembre de 2004   | Porto Alegre     | Brasil         | Bar Opiniao                           |
| 3 de diciembre de 2004   | Belo Horizonte   | Brasil         | Chevrolet Hall                        |
| 4 de diciembre de 2004   | São Paulo        | Brasil         | Via Funchal                           |
| 8 de diciembre de 2004   | Bogotá           | Colombia       | Gonzalo Jiménez de Quesada Auditorium |
| 10 de diciembre de 2004  | Quito            | Ecuador        | Estadio de Sociedad Deportiva Aucas   |
| América del Norte 2      |                  |                |                                       |
| 12 de diciembre de 2004  | Ciudad de México | México         | Circo Volador                         |
| 13 de diciembre de 2004  | Ciudad de México | México         | Circo Volador                         |
| 15 de diciembre de 2004  | Montreal         | Canadá         | Metropolis                            |
| 16 de diciembre de 2004  | Montreal         | Canadá         | Metropolis                            |
| 18 de diciembre de 2004  | Toronto          | Canadá         | Opera House                           |
| Europa 2                 |                  |                |                                       |
| 26 de diciembre de 2004  | Helsinki         | Finlandia      | Ice-Hall                              |
| 28 de diciembre de 2004  | Oberhausen       | Alemania       | König-Pilsener Arena                  |
| 29 de diciembre de 2004  | Hamburgo         | Alemania       | Friedrichshafen Messehalle            |

### 2005
| Fecha                    | Ciudad            | País            | Teatro                                |
| ------------------------ | ----------------- | --------------- | ------------------------------------- |
| Europa                   |                   |                 |                                       |
| 9 de febrero de 2005     | Copenhague        | Dinamarca       | Stora Vega                            |
| 11 de febrero de 2005    | Ámsterdam         | Países Bajos    | Heineken Music Hall                   |
| 12 de febrero de 2005    | Londres           | Reino Unido     | Astoria                               |
| 15 de febrero de 2005    | Birmingham        | Reino Unido     | O2 Academy                            |
| 16 de febrero de 2005    | Glasgow           | Reino Unido     | O2 Academy                            |
| 18 de febrero de 2005    | Mánchester        | Reino Unido     | O2 Academy                            |
| 19 de febrero de 2005    | Londres           | Reino Unido     | Astoria                               |
| 21 de febrero de 2005    | Wieze             | Bélgica         | Oktoberhallen                         |
| 22 de febrero de 2005    | Tréveris          | Alemania        | Arena                                 |
| 24 de febrero de 2005    | Braunschweig      | Alemania        | VW-Halle                              |
| 26 de febrero de 2005    | Bayreuth          | Alemania        | Oberfrankenhalle                      |
| 27 de febrero de 2005    | Chur              | Suiza           | Stadthalle                            |
| 28 de febrero de 2005    | Stuttgart         | Alemania        | Schleyerhalle                         |
| Asia                     |                   |                 |                                       |
| 12 de marzo de 2005      | Osaka             | Japón           | Namba Hatch                           |
| 13 de marzo de 2005      | Fukuoka           | Japón           | Zepp                                  |
| 16 de marzo de 2005      | Tokio             | Japón           | Shibuya-AX                            |
| 17 de marzo de, 2005     | Tokio             | Japón           | Shibuya-AX                            |
| Oceania                  |                   |                 |                                       |
| 21 de marzo de 2005      | Melbourne         | Australia       | Corner Hotel                          |
| 22 de marzo de 2005      | Melbourne         | Australia       | Corner Hotel                          |
| 23 de marzo de 2005      | Sídney            | Australia       | Metro Theatre                         |
| 26 de marzo de 2005      | Brisbane          | Australia       | Arena                                 |
| Festivales de verano     |                   |                 |                                       |
| 26 de mayo de 2005       | Budapest          | Hungría         | Petöfi Open Air Festival              |
| 27 de mayo de 2005       | Madrid            | España          | Festimad Festival                     |
| 29 de mayo de 2005       | Chorzów           | Polonia         | Mystic Festival                       |
| 10 de junio de 2005      | Oslo              | Noruega         | Spektrum Arena                        |
| 11 de junio de 2005      | Nickelsdorf       | Austria         | Nova Rock Festival                    |
| 12 de junio de 2005      | Leicestershire    | Reino Unido     | Download Festival                     |
| 13 de junio de 2005      | Londres           | Reino Unido     | Astoria                               |
| 17 de junio de 2005      | Seinäjoki         | Finlandia       | Provinssirock Festival                |
| 18 de junio de 2005      | Frauenfeld        | Suiza           | Frauendweld Open Air                  |
| 24 de junio de 2005      | Jämsä             | Finlandia       | Himos Festival                        |
| 15 de julio de 2005      | Zlín              | República Checa | Masters of Rock Festival              |
| 16 de julio de 2005      | Toscolano-Maderno | Italia          | Evolution Festival                    |
| 22 de julio de 2005      | Erfurt            | Alemania        | Earthshaker Festival                  |
| 28 de julio de 2005      | Oporto            | Portugal        | Vilar de Mouros Festival              |
| 4 de agosto de 2005      | Wacken            | Alemania        | Wacken Open Air Festival              |
| 5 de agosto de 2005      | Dresde            | Alemania        | Dresden Open Air Festival             |
| 6 de agosto de 2005      | Helsinki          | Finlandia       | 2005 World Championships in Athletics |
| 7 de agosto de 2005      | Vantaa            | Finlandia       | Ankkarock Festival                    |
| 14 de agosto 20005       | Rothenburg        | Alemania        | Taubertal Open Air Festival           |
| 19 de agosto de 2005     | Hasselt           | Bélgica         | Pukkelpop Festival                    |
| 20 de agosto de 2005     | Biddinghuizen     | Países Bajos    | Lowlands Festival                     |
| Europa 2                 |                   |                 |                                       |
| 3 de septiembre de 2005  | Hell              | Noruega         | Hellodrome                            |
| 5 de septiembre de 2005  | Oslo              | Noruega         | Rockefeller Music Hall                |
| 8 de septiembre de 2005  | Estocolmo         | Suecia          | Arenan                                |
| 9 de septiembre de 2005  | Gotemburgo        | Suecia          | Lisebergshallen                       |
| 11 de septiembre de 2005 | Umeå              | Suecia          | SkyCom Arena                          |
| 17 de septiembre de 2005 | Žilina            | Eslovaquia      | Borak Hall                            |
| 19 de septiembre de 2005 | Liubliana         | Eslovenia       | Krizance Hall                         |
| 23 de septiembre de 2005 | Copenhague        | Dinamarca       | KB Hallen                             |
| 25 de septiembre de 2005 | Londres           | Reino Unido     | HMV Hammersmith Apollo                |
| 30 de septiembre de 2005 | Bucarest          | Rumania         | Polivalenta Hall                      |
| 1 de octubre de 2005     | Atenas            | Grecia          | Lycabettus Anfitheatre                |
| America del Sur          |                   |                 |                                       |
| 8 de octubre de 2005     | Ciudad de México  | México          | Live'N'Louder Festival                |
| 12 de octubre de 2005    | São Paulo         | Brasil          | Live'N'Louder Festival                |
| 15 de octubre de 2005    | Porto Alegre      | Brasil          | Live'N'Louder Festival                |
| Europa                   |                   |                 |                                       |
| 21 de octubre de 2005    | Helsinki          | Finlandia       | Hartwall Areena (End of an Era)       |